# Starnberger See (kommunfritt område)
Starnberger See är ett kommunfritt område för sjön Starnberger See i Landkreis Starnberg i Regierungsbezirk Oberbayern i förbundslandet Bayern i Tyskland.